# Szabó Antal (színművész)
Szabó Antal (Szatmár, 1845 – Budapest, 1913. szeptember 6.) színész, igazgató, rendező.

## Pályafutása
Szabó Antal és Luzsinszki Terézia fia. 1861. január 12-én lépett először színpadra mint a szatmári református kollégium növendéke az Aranykirály, madarász és uszkárnyíró című darabban. Vajay Károly törvényszéki bíró, országgyűlési képviselő pártfogolta a színész pályája kezdetén. 1861-ben Molnár Györgynél játszott Budán, 1866-ban Marosvásárhelyen Szilágyi Béla társulatában, majd kilenc évig szerepelt vidéken. 1875 és 1883 között igazgató volt, megfordult az Alföldön és Erdélyben. Ezután vidéken működött mint vándorszínész. Elsősorban jellem- és cselszövőszerepeken tűnt fel, de szerelmes hősöket is alakított. 1887. január 12-én ülte meg 25 éves jubileumát a Zalameai bíróban Pedro Crespo szerepében. 1887 és 1907 között a Népszínház tagja volt. Temetésén Géczy István búcsúztatta.

## Fontosabb szerepei
- Gonosz Pista (Tóth E.: A falu rossza)
- Balogh Imre (Rákosi T.: Éjjel az erdőn)
- Mogor, huszárkapitány (Vahot I.: Huszárcsíny)

## Működési adatai
1869–70: Marosvásárhely; 1870–72, ill. 1874–75 tele: Szabadka; 1872–74 tele: Székesfehérvár; 1883: Mosonyi Károly, Mándoky Béla (Szabadka); 1884–87: Krecsányi Ignác; 1886: Aradi Gerő (Szeged). Igazgatóként: 1875: Zenta, Nagyszalonta, Orsova, Mezőtúr, Törökszentmiklós; 1876: Karcag, Törökszentmiklós, Szolnok, Abony, Sárrét; 1877: Nagyszalonta, Szolnok, Hódmezővásárhely; 1878: Orosháza, Hódmezővásárhely; 1879: Déva, Nagyenyed, Torda, Gyulafehérvár; 1880: Dicsőszentmárton, Déva; 1881: Torda, Bánfihunyad, Csucsa, Nagyenyed; 1882: Törökszentmiklós.